# Boguchwałów
Boguchwałów (cz. Buchvalov, niem. Hohndorf) – wieś w Polsce, położona w województwie opolskim, w powiecie głubczyckim, w gminie Baborów.

## Nazwa
Miejscowość została zanotowana w roku 1183 jako Boguhualow, 1259 Boguchualewiz, 1477 i 1495 Buchwaluow. Nazwa miejscowości jest nazwą patronimiczną pochodzącą od założyciela o imieniu Boguchwał złożonego z dwóch członów Bóg oraz chwała.
| SIMC    | Nazwa    | Rodzaj     |
| ------- | -------- | ---------- |
| 0491038 | Wierzbno | przysiółek |

## Historia
Historycznie miejscowość leży na tzw. polskich Morawach, czyli na obszarze dawnej diecezji ołomunieckiej. Po raz pierwszy wzmiankowane zostały w 1183, kiedy należało do joannitów z Grobników, a od 1240 do klasztoru w Tišnovie. Politycznie należało do czeskiego Margrabstwa Moraw, później do księstwa opawskiego, które co najmniej od końca XV wieku było już uważane za część Górnego Śląska.
Około 1600 roku wybudowano murowany kościół parafialny.
Po wojnach śląskich znalazła się w granicach Prus i powiatu głubczyckiego. Pomimo nazwy pochodzenia słowiańskiego była już wówczas niemieckojęzyczna. W granicach Polski od końca II wojny światowej.
W latach 1975–1998 miejscowość administracyjnie należała do ówczesnego województwa opolskiego.

## Zabytki
Do wojewódzkiego rejestru zabytków wpisane są:
- kościół par. pw. św. Mateusza, z 1602 r.
  - cmentarz przy kościele
  - ogrodzenie - mur obwodowy z bramą, pocz. XVII w.

Inne zabytki:
- spichrz, ob. dom mieszkalny nr 27, z 1808 r.